# Abrahamovo jezero
Abrahamovo jezero (anglicky Lake Abraham) je umělá vodní nádrž nedaleko osady Nordegg v kanadské provincii Alberta. Má rozlohu 53,7 km² a je největším přehradním jezerem v provincii. Vzniklo v roce 1972 přehrazením řeky Severní Saskatchewan, když zde společnost TransAlta vybudovala hydroelektrárnu Bighorn. Jezero nese jméno Silase Abrahama, jednoho z prvních osadníků v oblasti.
Jezero je využíváno k rekreaci (kitesurfing, rybolov). Žije v něm siven severní, siven malma, pstruh duhový a síh Williamsův.
V zimě je jezero hojně navštěvováno kvůli neobvyklé podívané na efektní sloupce bílých bublin stoupajících ke hladině. Jsou tvořeny methanem unikajícím z rozkládajícího se organického materiálu na dně jezera. Únik metanu v polárních oblastech označují vědci za jednu z hlavních příčin skleníkového efektu.